# The Hundred in the Hands
The Hundred in the Hands (también abreviado y conocidos como THITH) es un dúo musical y banda de rock formado en 2008 en Brooklyn, Nueva York, liderado por la vocalista Eleanore Everdell (vocal, teclados, sintetizador) y Jason Friedman (guitarra). 
Su sonido es caracterizado por tener elementos de melodías suaves, el indie rock, el pop, la música electrónica y ocasionalmente el punk.
Son mayormente conocidos por el sencillo "Dressed In Dresden", la canción más conocida del grupo. También salen en una breve aparición en el videojuego Sleeping Dogs los temas "Pigeons" y "Keep It Low".
El grupo cita a sus influencias musicales como: Young Marble Giants, Wire, New Order, The Cure, De La Soul, Buddy Holly, Broadcast, Gang Gang Dance y LCD Soundsystem.
Su álbum debut titulado por el mismo nombre del grupo: "The Hundred in the Hands" de 2010, lo llevaron a posiciones altas en el UK Albums Chart y recibido buenas críticas por sitios como AllMusic, Pitchfork Media, entre otros.
El guitarrista Jason Friedman mayormente en los escenarios utiliza una guitarra "Rickenbacker 330". 
En junio de 2017 sacaron su tercer álbum de estudio titulado: "Love in the Black Stack", por la discográfica, New Ancestors.

## Integrantes

### Formación actual
- Eleanore Everdell - vocal, teclados, sintetizador (2008 - actualmente)
- Jason Friedman - guitarra (2008 - actualmente)

## Discografía

### Álbumes de estudio
- 2010: "The Hundred in the Hands" (Warp Records).
- 2012: "Red Night" (Warp Records).
- 2017: "Love in the Black Stack" (New Ancestors)

### EP
- 2010: "This Desert" (Warp Records).

### Sencillos
- "Dressed in Dresden".
- "Dressed in Dresden" / "Undressed in Dresden".
- "Pigeons".
- "Commotion" / "Aggravation".
- "Keep It Low".
- "Last City".